# Richard Alan Mastracchio
Richard Alan Mastracchio (Waterbury, Connecticut, 1960. február 11.–) amerikai mérnök, űrhajós.

## Életpálya
1982-ben a University of Connecticut keretei között villamosmérnöki/számítógép-tudományi diplomát szerzett. 1987-ben az Rensselaer Polytechnic Institute keretei között megvédte diplomáját. 1991-ben az University of Houston Clear Lake-ben a fizikai tudományából doktorált. 1982-1987 között rendszer tervezési mérnökként dolgozott (repülésirányító számítógépek ismeretével rendelkezik). 1987-től Houstonban a Johnson Space Center mérnök alkalmazottja. 1990-ben a NASA Üzemeltetési igazgatóságán dolgozik. Feladata volt az űrsiklók fedélzeti számítógépeinek ellenőrzése, a repülés szoftver fejlesztése. 1993-tól 1996-ig a missziók támogató (számítógép programok alkalmazása) ellenőrzésével (repülési követelmények, navigáció, dokkolás) foglalkozott. 17 küldetés támogatott repülés vezetőként.
1996. május 1-től részesült űrhajóskiképzésben a Lyndon B. Johnson Űrközpontban, valamint a Jurij Gagarin Űrhajós Kiképző Központban. Három űrszolgálata alatt összesen 39 napot, 15 órát és 55 percet töltött a világűrben. Szolgálati ideje alatt 6 űrsétát (kutatás, szerelés) hajtott végre, összesen 38 óra, 30 perc időtartamban. A Szojuz TMA–11M űrszolgálatának egyik résztvevője, tervezett repülés ideje 2013-2014 évben megvalósulhat.

## Űrrepülések
- STS–106 az Atlantis űrrepülőgép küldetésfelelőse. Alapellátásként 6600 font árút (élelmiszer, víz, akkumulátorok, hálózati átalakítók, WC, futópad) szállított. Űrséták alatt (kutatás, szerelés) elvégezték az előírt programokat. Legfőbb feladata a robotkarok működtetése, karbatartása volt. Első űrszolgálata alatt összesen 11 napot, 19 órát és 12 percet töltött a világűrben. 185 alkalommal kerülte meg a Földet, 4,9 millió mérföldet repült.
- STS–118 az Endeavour űrrepülőgép 20. repülésén küldetésfelelős. Az űrállomás építéséhez, üzemeltetéséhez több technikai eszközt, anyagot szállított. Három űrsétán (kutatás, szerelés) összesen 18 órát és 13 percet töltött az űreszközökön kívül. Második űrszolgálata alatt összesen 12 napot, 17 órát és 56 percet töltött a világűrben, 45,3 millió mérföldet repült.
- STS–131 a Discovery űrrepülőgép küldetésfelelőse. Az űrállomás építéséhez, üzemeltetéséhez több technikai eszközt, anyagot szállított, mintegy 27 000 font mértékben. Három űrsétán (kutatás, szerelés) összesen 20 órát és 17 percet töltött az űreszközökön kívül. Harmadik űrszolgálata alatt összesen 15 napot, 02 órát, 47 percet, és 10 másodpercet töltött a világűrben, 6 232 235 millió mérföldet repült, 238 alkalommal kerülte meg a Földet.

### Tartalék személyzet
Szojuz TMA–09M fedélzeti mérnök

### Fedélzeti mérnök
Szojuz TMA–11M